# Kanton Épernay-2
Épernay-2 is een kanton van het Franse departement Marne. Het kanton maakt deel uit van het arrondissement Épernay. het telt 25 965 inwoners in 2017

## Gemeenten
Het kanton Épernay-2 omvatte tot 2014 de volgende 11 gemeenten:
- Chouilly
- Damery
- Épernay (deels, hoofdplaats)
- Fleury-la-Rivière
- Mardeuil
- Moussy
- Pierry
- Saint-Martin-d'Ablois
- Vauciennes
- Venteuil
- Vinay

Door de herindeling van de kantons bij decreet van 21 februari 2014, met uitwerking in maart 2015 werd het kanton gewijzigd zowel binnen Épernay als erbuiten. Sindsdien bestaat het kanton uit volgende gemeenten : 
- Avize
- Brugny-Vaudancourt
- Chavot-Courcourt
- Chouilly
- Cramant
- Cuis
- Épernay (hoofdplaats)(zuidelijk deel)
- Flavigny
- Grauves
- Les Istres-et-Bury
- Mancy
- Monthelon
- Morangis
- Moussy
- Oiry
- Pierry
- Plivot
- Vinay